# 北海道道88号本別留辺蘂線
北海道道88号本別留辺蘂線（ほっかいどうどう88ごう ほんべつるべしべせん）は、北海道中川郡本別町と北見市を結ぶ道道（主要地方道）である。

## 概要
全区間2車線での舗装はされているものの、置戸町と足寄町の間は勾配のきつい坂がある。
留辺蘂町から置戸町までの区間は、冬季閉鎖されている。

### 路線データ

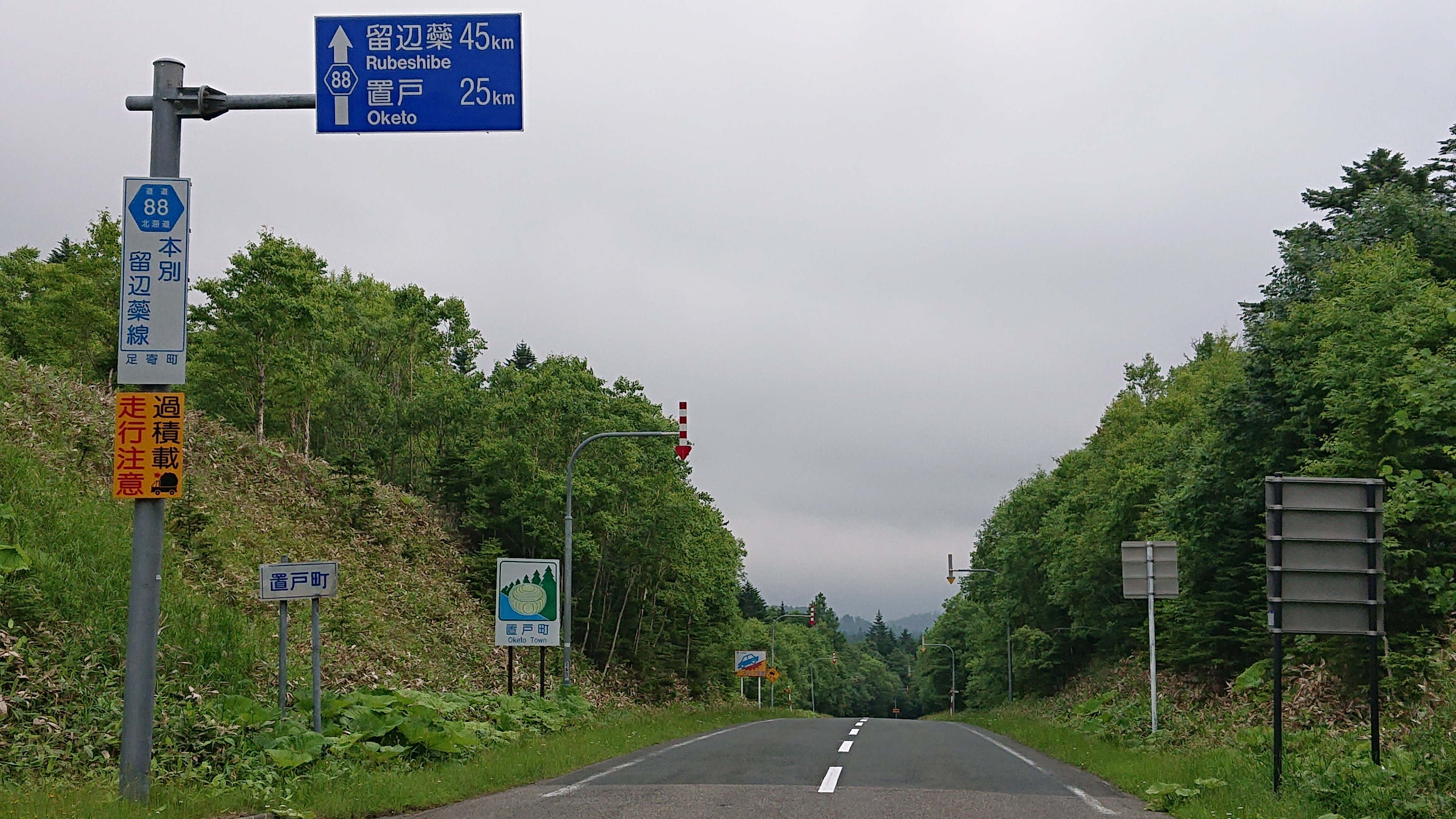
北海道道88号本別留辺蘂線（足寄町喜登牛）

- 起点：北海道中川郡本別町北6丁目（国道242号交点）
- 終点：北海道北見市留辺蘂町厚和（国道39号交点）
- 総延長：86.207 km[1]
- 実延長：76.438 km[1]
- 重用延長：6.769 km[1]

## 歴史
- 1972年（昭和47年）9月26日 - 786号留辺蘂本別線として路線認定[2]。同日、全線が重複する138号喜登牛本別線が廃止[3]。
- 1993年（平成5年）5月11日 - 建設省から、道道本別留辺蘂線が本別留辺蘂線として主要地方道に指定される[4]。
- 1994年（平成6年）4月1日 - 起点と終点を入れ替え、路線名を本別留辺蘂線に変更[5]。
- 1994年（平成6年）10月1日 - 路線番号を88号に変更[6]。

## 路線状況

### 重複区間
- 国道241号：足寄郡足寄町中矢 - 足寄町芽登本町
- 北海道道468号清水谷足寄線：足寄町芽登本町 - 足寄町喜登牛
- 北海道道1050号常元中里線：常呂郡置戸町常元

## 地理

### 通過する自治体
- 十勝総合振興局
  - 中川郡本別町
  - 足寄郡足寄町
- オホーツク総合振興局
  - 常呂郡置戸町
  - 北見市

### 交差する道路
本別町
- 国道242号 - 北6丁目（起点）
- 北海道道770号美里別本別停車場線 - 美里別

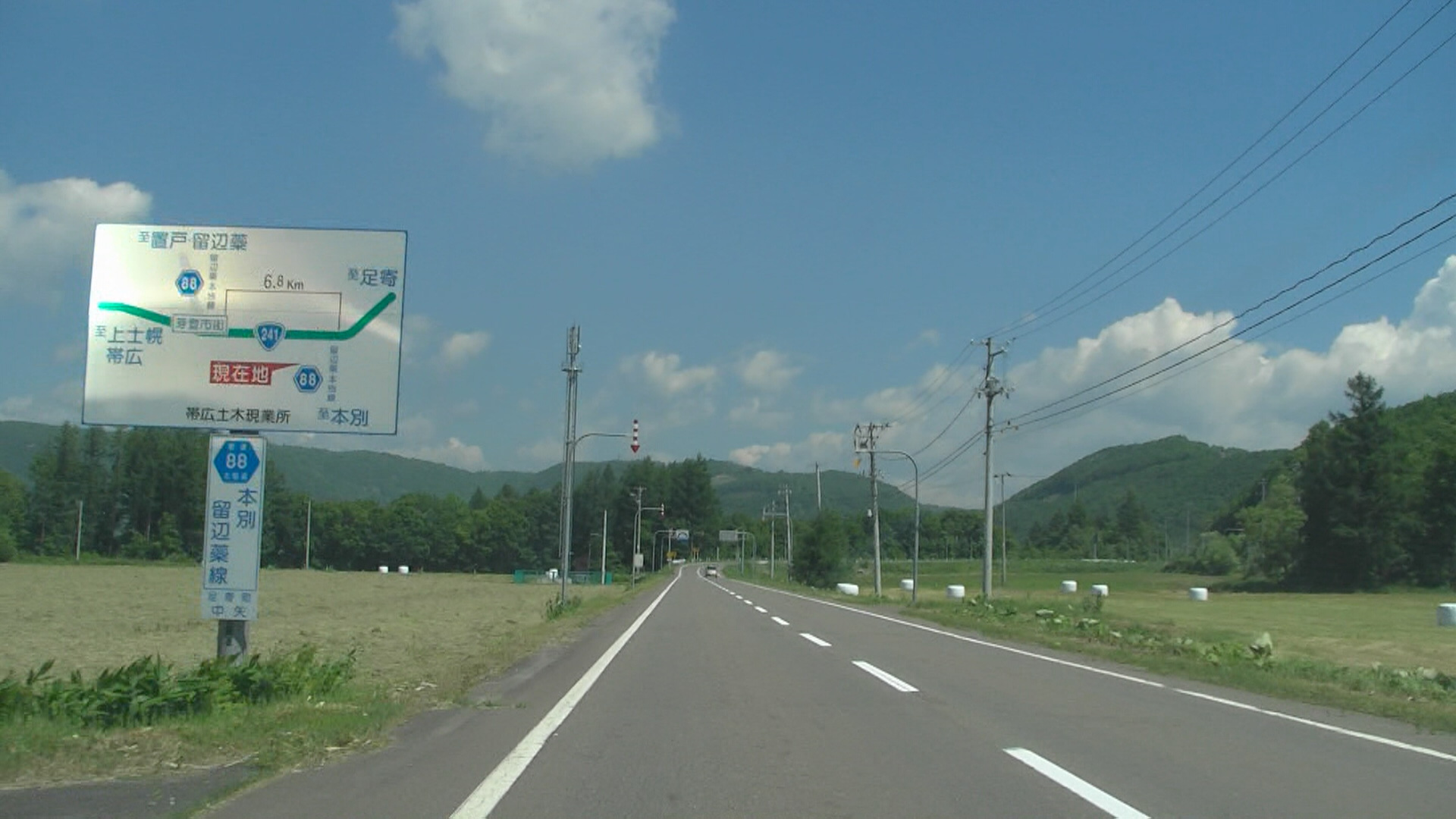
足寄町
- 国道241号 - 中矢
- 国道241号 - 芽登本町
- 北海道道468号清水谷足寄線 - 芽登本町、喜登牛（重複）

置戸町
- 北海道道1050号常元中里線 - 常元（重複）

北見市
- 国道39号 - 留辺蘂町厚和（終点）

### 沿線にある施設など
本別町
- 北海道立農業大学校
- 本別中継局

足寄町
- 芽登郵便局
- 足寄町立芽登小学校

置戸町
- 鹿ノ子ダム

### 主な峠
- 東三国山峠[7]